# اس‌اس دویچلند (۱۹۰۰)
اس‌اس دویچلند (۱۹۰۰) (به انگلیسی: SS Deutschland (1900)) یک کشتی بود که طول آن ۲۰۷٫۲ متر (۶۷۹ فوت ۹ اینچ) بود. این کشتی در سال ۱۹۰۰ ساخته شد.